# 第7太陽周期
第7太陽周期（だいななたいようしゅうき、Solar cycle 7）は、1755年に太陽黒点の活動が記録され始めてから7番目の太陽活動周期である。1823年5月から1833年11月まで10年6ヶ月続いた。月平均の平滑化太陽黒点数の最大は119.2個（1829年11月）であり、最小（周期開始時）は0.1個であった。